# Jana Castillo
 (décembre 2019).
Pour les articles homonymes, voir Castillo.
Jana Castillo est une danseuse contemporaine australienne.
En 2019 elle est à l'affiche d'une série télévisée documentaire Perspective Shift. La série met à l'honneur des personnalités australiennes atteintes d'un handicap. Jana Castillo est en effet atteinte d'une dystonie.

## Prix et distinctions
- 2018 : Prix « Performance exceptionnelle d'une danseuse » aux Australian Dance Awards (en)[3]